# Outtake
Outtake (pol. odrzut) – fragment utworu audiowizualnego usunięty w trakcie montażu, na przykład z powodu błędów popełnionych na planie zdjęciowym. Szczególnie komiczne bądź kuriozalne outtakes bywają niekiedy dołączane na koniec filmu – prezentowane razem z napisami końcowymi lub zaraz po nich. Jednym z pierwszych filmów prezentujących odrzuty montażowe podczas napisów końcowych był Wystarczy być (1979) w reżyserii Hala Ashby'ego. Zabieg ten upowszechnił się na tyle, że został sparodiowany w filmie animowanym Toy Story 2 (1999), gdzie w trakcie napisów końcowych przedstawiane są sceny sugerujące, jakoby animowane postacie były prawdziwymi aktorami popełniającymi błędy na planie zdjęciowym.
Przed wprowadzeniem techniki domowego wideo do powszechnego użytku (w szczególności DVD i Blu-ray) niewykorzystane w filmie odrzuty były przeważnie niszczone. Współcześnie outtakes archiwizowane są zaraz po zakończeniu postprodukcji i stanowią rodzaj popularnego dodatku do wydań płytowych. Wśród dodatków znaleźć można, oprócz scen z błędami realizacyjnymi, również między innymi sceny wycięte z powodów dramaturgicznych oraz alternatywne zakończenia. Dodatki te mogą prezentować kulisy produkcji danego utworu, przede wszystkim jednak stanowią materiał promocyjny.